# The Middle Kingdom
«The Middle Kingdom» — другий студійний альбом ірландського кельтик-метал-гурту Cruachan. Реліз відбувся у червні 2000 року.

## Список композицій
| #     | Назва                                                        | Тривалість |
| ----- | ------------------------------------------------------------ | ---------- |
| 1.    | «A Celtic Mourning» (інструментал)                           | 04:01      |
| 2.    | «Celtica (Voice of the Morrigan)»                            | 05:38      |
| 3.    | «The Fianna»                                                 | 04:53      |
| 4.    | «A Druid's Passing»                                          | 03:22      |
| 5.    | «Is Fuair an Chroí»                                          | 04:51      |
| 6.    | «Cattle Raid of Cooley (Táin Bó Cuailnge)»                   | 04:46      |
| 7.    | «The Middle Kingdom»                                         | 04:38      |
| 8.    | «Óró sé do bheatha abhaile» (традиційна)                     | 04:17      |
| 9.    | «Unstabled (Steeds of Macha)»                                | 04:26      |
| 10.   | «The Butterfly»                                              | 03:46      |
| 11.   | «To Hell or to Connaught» (бонусний трек обмеженого видання) | 03:52      |
| 48:30 |                                                              |            |

## Учасники запису
- Кіф Фей — вокал, гітари, мандоліна, кістки
- Карен Джилліган — вокал, гітари
- Джої Фарел — ударні
- Джон О'Фатай — ірландська флейта, вістл, ірландська волинка
- Джон Клоессі — бас-гітара, задній вокал

### Додатковий персонал
- Енді Келліган — велика гірська волинка
- Джон Муннеллі — вокали в треку "Is Fuair an Chroí" та "To Hell or to Connaught"
- Марко Джоріссен — компонування
- Денніс Баклі — інженерія, продюсер